# Król wyjęty spod prawa
Król wyjęty spod prawa (ang. Outlaw King) – brytyjsko-amerykański dramat biograficzny z 2018 roku w reżyserii Davida Mackenziego. W głównych rolach wystąpili Chris Pine, Aaron Taylor-Johnson i Florence Pugh. Film miał premierę 6 września 2018 roku na platformie Netflix.

## Fabuła
Po śmierci Walliama Wallace'a średniowieczna Szkocja ponownie zostaje zniewolona przez Anglię. Robert I Bruce przejmuje szkocką koronę i zaczyna ukrywać się przed silniejsza od jego wojsk armią króla Edwarda I Długonogiego. Walcząc o wolność kraju musi jednocześnie zadbać o bezpieczeństwo swojej rodziny.

## Obsada
- Chris Pine jako Robert I Bruce, hrabia Carrick
- Aaron Taylor-Johnson jako James Douglas, lord Douglas
- Florence Pugh jako Elżbieta de Burgh
- Billy Howle jako Edward, książę Walii
- Sam Spruell jako Aymer de Valence, hrabia Pembroke
- Tony Curran jako Angus Og Macdonald, lord Islay
- Callan Mulvey jako John III Comyn, lord Badenoch
- James Cosmo jako Robert VI Bruce
- Steven Cree jako sir Christopher Seton
- Alastair Mackenzie jako John Strathbogie, hrabia Atholl
- Chris Fulton jako Euan Bruce
- Lorne MacFadyen jako Neil Bruce
- Jack Greenlees jako Alexander Bruce
- Duncan Lacroix jako Henry de Percy, baron Percy
- Matt Stokoe jako John Segrave, baron Segrave
- Jamie Sives jako Jamie Michie
- Jamie Michie jako Gilbert de la Hay, baron Errol
- Ron Donachie jako Robert Wishart, biskup Glasgow
- Kim Allan jako Isabella Macduff, hrabina Buchan
- Jonny Phillips jako Richard de Burgh, hrabia Ulster
- Gilly Gilchrist jako Maol Choluim I, hrabia Lennox
- Jenny Hulse jako Aine Macdonald, lady Islay
- Jamie MacLachlan jako Roger de Mowbray
- Gemma McElhinney jako lady Christina Seton
- Victoria Liddelle jako Małgorzata de Bruce
- Ben Clifford jako Piers Gaveston, hrabia Cornwall
- Rebecca Robin jako Małgorzata, królowa Anglii
- Paul Blair jako William Lamberton, biskup St. Andrews
- Kevin Mains jako John Macduff, hrabia Buchan
- Daniel Jackson jako sir Ingram de Umfraville
- Duncan Airlie James jako Henry de Beaumont, baron Beaumont
- Niall Greig Fulton jako Patrick de Dunbar, hrabia March
- Rab Affleck jako Alexander le Scrymgeour
- Tam Dean Burn jako John Macdougall z Argyll
- Benny Young jako lord Simon Fraser
- Clive Russell jako lord Mackinnon z wyspy Skye[1]

## Odbiór

### Reakcja krytyków
Film spotkał się ze średnią reakcją krytyków. W agregatorze recenzji Rotten Tomatoes 62% z 154 recenzji uznano za pozytywne, a średnia ocen wyniosła 6,2 na 10. Z kolei w agregatorze Metacritic średnia ważona ocen z 38 recenzji wyniosła 59 punktów na 100.